# Haven van Los Angeles
De haven van Los Angeles (Engels: Port of Los Angeles en WORLDPORT LA) is de grootste haven van de Verenigde Staten. De haven ligt bij San Pedro van de Californische stad Los Angeles, naast de haven van Long Beach, en is een doorvoerpunt van handelswaar naar en van Azië.

## Activiteiten
De haven heeft een gebroken boekjaar dat loopt van 1 juli tot en met 30 juni.
De haven beslaat een oppervlakte van 30 km², waarvan iets meer dan de helft land. Er zijn 25 vrachtterminals, waarvan zeven gespecialiseerd in de overslag van containers. In het jaar 2023/24 deden iets meer dan 1800 zeeschepen de haven aan en verder arriveerden er 183 cruiseschepen met 1,1 miljoen passagiers.
In 2023/24 werd 195 miljoen ton (2004/05: 162 miljoen) aan goederen overgeslagen, de waarde hiervan lag rond de US$ 333 miljard (2005: US$ 148 miljard). In totaal werden 10,4 miljoen TEU aan containers overgeslagen in 2023/24 (2004/05: 7,5 miljoen). Verder werden 140.000 voertuigen overgeslagen.
Los Angeles heeft een marktaandeel van 17% van alle lading dat via de havens de Verenigde Staten wordt overgeslagen. Alleen aan de Amerikaanse westkust is het aandeel 42%.

### Overslaggegevens
| Jaar    | Totaal          | Natte bulk      | Droge bulk      | Overig          | Containers (× 1000) |
| Jaar    | (× miljoen ton) | (× miljoen ton) | (× miljoen ton) | (× miljoen ton) | Containers (× 1000) |
| ------- | --------------- | --------------- | --------------- | --------------- | ------------------- |
| 1970/71 | 27,2            | 19,6            |                 | 7,4             |                     |
| 1980/81 | 38,4            | 24,0            |                 | 14,4            | 476                 |
| 1990/91 | 70,9            | 27,6            | 4,4             | 38,9            | 2.039               |
| 2000/01 | 113,9           | 10,9            | 5,4             | 97,6            | 5.184               |
| 2005/06 | 181,6           | 22,8            | 3,6             | 155,2           | 8.470               |
| 2010/11 | 160,9           | 10,6            | 1,2             | 149,1           | 7.941               |
| 2015/16 | 176,8           | 10,3            | 1,4             | 165,1           | 8.857               |
| 2020/21 | 222,0           | 9,3             | 0,8             | 211,9           | 10.678              |
| 2021/22 | 218,8           | 10,8            | 1,0             | 207,0           | 9.911               |
| 2022/23 | 178,6           | 7,6             | 0,8             | 170,2           | 8.630               |
| 2023/24 | 195,2           | 7,8             | 0,6             | 186,8           | 10.297              |

## Geschiedenis
In 1542 ontdekte Juan Rodriquez Cabrillo, een Portugese ontdekkingsreiziger en conquistador in dienst van Spanje, de Baai van San Pedro. Hier lag een ondiepe modderplaat. De kapitein had de keuze, of voor de kust voor anker gaan en de goederen en passagiers werden in kleinere boten naar de kust gebracht, of de boot bij vloed naar de kust varen en bij eb de lading direct overladen op het land. 
Phineas Banning, een Amerikaanse zakenman, liet in 1871 een kanaal naar  Wilmington baggeren. De bodem van het kanaal lag 10 voet diep (circa drie meter) waardoor de situatie voor de scheepvaart verbeterde. In 1869 werden de eerste passagiers en vracht vervoerd over een spoorlijn tussen de baai van San Pedro en Los Angeles, dit was ook een initiatief van Banning. In 1899 werd met steun van de Amerikaanse overheid een golfbreker aangelegd.
Los Angeles lag niet aan de kust maar wilde wel een haven. In maart 1897 kwam een commissie van deskundigen tot de conclusie dat de Baai van San Pedro hiervoor het meest geschikt was. Deze haven zou samen met Long Beach worden beheerd. De afstand tussen de stad en haven was ongeveer 16 mijl, en er was een bepaling dat het land tussen de stad en de haven in handen moet zijn van de stad. Als oplossing hiervoor werd een smalle strook land, de zogenaamde shoestring addition, geannexeerd eind 1906. Een jaar later werd de Board of Harbor Commissioners van Los Angeles opgericht, deze organisatie werd de beheerder van de haven en is dit altijd gebleven. De vijf havencommissarissen worden benoemd door de burgemeester en goedgekeurd door de gemeenteraad van Los Angeles, en wordt bestuurd door een uitvoerend directeur. Het havengebied werd officieel in 1909 bij Los Angeles gevoegd.
In de jaren 1920 verdrong het de haven van San Francisco als drukste zeehaven aan de Amerikaanse westkust. Begin jaren dertig werd de haven enorm uitgebreid met de bouw van nieuwe golfbrekers en met nieuwe dokken bij Terminal Island en dokken voor kleinere schepen bij Long Beach.
Tijdens de Tweede Wereldoorlog werd de haven voornamelijk gebruikt de voor scheepsbouw en werkten er meer dan 90.000 mensen. Bethlehem Shipbuilding Corporation bouwde er tienstallen schepen van de Fletcherklasse.
Op 31 augustus 1958 bracht het eerste schip, de Hawaiian Merchant van Matson Navigation Company, twintig containers naar de haven. Hiermee begon de overgang van traditioneel stukgoed naar containers. In 1985 verwerkte de haven voor het eerst een miljoen containers in één jaar, in 2005 was dit gestegen naar vijf miljoen en in 2021 was dit verdubbeld naar 10 miljoen. Met de opening van de Vincent Thomas-brug in 1963 werd het verkeer met Terminal Island sterk verbeterd en opende nieuwe mogelijkheden om de havenactiviteiten uit te breiden.
In augustus 2002 werd de APM Terminals Los Angeles geopend. De terminal is 507 hectare groot en is de grootste containerterminal op het westelijk halfrond. In 2017 kwamen er vijf containerkranen bij waarmee het totaal op negentien uitkwam. Schepen tot 20.000 Twenty Foot Equivalent Unit (TEU) kunnen hiermee worden bediend. De terminal heeft een capaciteit van 4,4 miljoen TEU per jaar.
De haven telt 25 vrachtterminals, 82 containerkranen, acht containerterminals en 182 kilometer aan spoorwegen. De belangrijkste importproducten in 2019 waren meubels, auto-onderdelen, kleding, schoenen en elektronica. De belangrijkste exportproducten waren oud papier, diervoeder, schroot en sojabonen. In 2020 waren de drie belangrijkste handelspartners China (inclusief Hongkong), Japan en Vietnam. In 2022 waren de Wereldbank en IHS Markit van oordeel dat de haven tot de minst efficiënte havens ter wereld behoorde, mede vanwege de sterke rol van de vakbonden en het gebrek aan automatisering. In een overzicht van 351 containerhavens wereldwijd stond Los Angeles op plaats 328 en de aangrenzende haven van Long Beach op plaats 333.